# Vanda celebica
Vanda celebica är en orkidéart som beskrevs av Robert Allen Rolfe. Vanda celebica ingår i släktet Vanda och familjen orkidéer.
Artens utbredningsområde är Sulawesi. Inga underarter finns listade i Catalogue of Life.